# T2ya
T2ya, pseudonyme de Tetsuya Hashinaga (橋長 哲也, Hashinaga Tetsuya, né un 14 mai 1982), est un parolier, compositeur, claviériste, et producteur de musique japonais. Il a écrit de nombreux titres pour divers artistes depuis le début des années 1990, et a entre autres lancé le groupe EARTH en 2000.